# Gora Stoletova
Gora Stoletova är ett berg i Antarktis. Det ligger i Östantarktis. Australien gör anspråk på området. Toppen på Gora Stoletova är 1 971 meter över havet.
Terrängen runt Gora Stoletova är huvudsakligen platt, men söderut är den kuperad. Trakten är obefolkad. Det finns inga samhällen i närheten.